# Nardi FN-305
Nardi FN.305 a fost una din cele mai cunoscute creații a fraților Nardi : Luigi(1900-1978) , Euste(1902-1951), Elio(1905-1935) și Elto(1910-1988), care au fondat la Milano o mică firmă S.A. Nardi pentru construcții aeronautice. Luigi si Euste Nardi au fost ingineri și au lucrat inițial la fabrica Breda unde au proiectat in 1929 un avion de turism avansat, cu fuzelajul din țevi sudate și au aplicat unul din primele trenuri de aterizare escamotabile din Italia.
FN.305 a fost avionul cu seria cea mai mare din produsele firmei Nardi . După 1954 firma a fost desființată , o viață relativ scurtă pentru firmă , producție limitată dar avioanele Nardi au înregistrat o serie de recorduri mondiale de viteză , altitudine și distanță. Înainte de război avioanele Nardi au fost construite și la Piaggio iar după război la Fiat și SIAI Marchetti. Pe lângă firmele italiene România a venit să completeze lista producătorilor de FN.305, cumpărând licența pentru acest aparat construit intre anii 1938-1944.

## Istoric
Din punct de vedere comercial FN.305 a fost un succes fiind exportat în Belgia, Chile, Elveția, Franța, Iugoslavia, Portugalia și Ungaria . 
În anul 1934 firma Nardi a obținut un contract de la Reggia Aeronautica pentru o celulă pentru încercări statice și pentru un prototip pentru încercări în zbor ale unui avion de antrenament. Primul zbor al prototipului, echipat cu motor în stea Fiat A.70 de 180 CP a fost efectuat la 19 februarie 1935 de pilotul de încercări Arturo Ferrarin. În configurație biloc înmatriculat MM.277 avionul a lăsat o impresie bună reprezentanților Reggia Aeronautica dar performanțele au inițiat o serie de modificări pentru aviația de turism și zboruri de record. La 5 aprilie 1935 a fost înregistrată o viteză de 312,5 km/h, avionul având o masă de 825 de kg. Cu postul de pilotaj anterior acoperit și cu postul posterior reamenajat , avionul a fost prezentat la Salonul Aeronautic de la Bruxelles și mai apoi la Salonul Aeronautic de la Milano . Prototipul a fost reînmatriculat civil I-ABYM și prezentat ca avion de turism și raid .
Un al doilea prototip FN.305 a fost testat de capitanul Giovanni Zappetta la 20 aprilie 1936. Acesta era biloc cu cabina deschisă și motor Fiat A.70 de 200 CP. În echipaj cu Guido Stellingweri acesta realizează la 17 iulie 1936 un prim record mondial de viteză; 310,399 km/h pe un circuit cu baza de 1000 km. Pilotat de același Zappetta în noiembrie 1936 și în martie 1937 la Circuitul Internațional al Oazelor câștigă proba de viteză cu 332 km/h.
Având în vedere succesele înregistrate frații Nardi propun două variante ale avionului: una cu motor de 200 CP destinată antrenamentului și una cu motor de 425 CP ca avion de vânătoare înarmată cu două mitraliere de 7,7 mm. Versiunea de avion de vânătoare este respinsă însă cea de antrenament este acceptată în producția de serie.

## Producția
Înainte ca atelierele Nardi sa fie construite o primă comandă de 50 de aparate care urmau să fie echipate cu motoare Alfa Romeo 115 de 185 CP și opțional cu două mitraliere de 7,7 mm
Fuzelajul este construit pe un schelet metalic din lonjeroane și traverse din tuburi de oțel, este învelit în pânză de bumbac pe laterale și intrados. Extradosul este carenat pe un schelet lemnos cu capotaje ușoare din duralumini . Osatura fuzelajului formează o singură structură cu aripa centrală, realizată pe structuri de țevi sudate .
Aripa centrală pe structură mixtă metal-lemn este acoperită cu placaj. Structura centrală este sudată de fuzelaj și suportă instalația trenului de aterizare care este escamotabil. La extremitățile planului central se află ferurile de prindere a aripilor laterale. Acestea sunt construite din lemn de molid și placaj. De acestea sunt prinse eleroanele și voleții. Voleții și eleroanele au construcție mixtă și sunt împânzite. Ampenajele au structură lemnoasă , părțile fixe acoperite cu placaj iar cele mobile sunt împânzite. Trenul de aterizare este escamotabil manual, are amortizoare oleopneumatice, roțile tip balon cu dimensiunea de 500x180 mm.
Comenzile de zbor pe sistem mixt cu leviere si cabluri .

### Italia
Regia Aeronautica a suplimentat comanda inițială cu 150 de aparate, mai apoi cu o nouă comandă pentru încă 50 de aparate. Au fost înregistrate mai multe comenzi externe, unele anulate din cauza războiului. Dar și asa au fost construite 345 de exemplare la fabrica Nardi si Piaggio. Astfel s-au construit 9 exemplare pentru Chile, 208 pentru Italia, 33 pentru România (din care 3 FN.305D), 45 pentru Franța, 50 pentru Ungaria , la acestea adăugându-se 124 de exemplare construite la I.A.R. și SET.
Reggia Aeronautica a fost nevoită sa absoarbă și avioanele destinate Franței care nu s-au mai livrat din cauza războiului.

### România
Datorită calităților sale de zbor FN.305 a intrat și în dotarea școlilor de pilotaj din România ca avion de faza II-a, dovedindu-se fin în comenzi și rapid, capabil să execute întreaga gamă acrobație în simplă și dublă comandă. O primă comandă de 31 de aparate a fost făcută la Piaggio-Nardi la Milano. Lipsa unui avion echivalent și presiunea războiului ce se contura au dus la cumpărarea licenței de producție și realizarea avionului la I.A.R. și SET .
În România FN.305 au fost echipate cu motoare românești de tipul I.A.R.-6GI 200 CP (147 kW) care antrena o elice metalică bipală cu pas reglabil la sol. Din cele 92 de avioane produse la SET 62 de aparate erau echipate cu motoare Argus As 10C 220 CP (161 kW) . Această versiune avea elice din lemn bipală cu pas fix și era acționată direct de axul motorului. Datorită faptului ca motorul Argus avea sensul de rotație invers de celelalte motoare, s-au impus unele modificări constructive ca de exemplu modificarea planurilor care erau inegale pentru a anula efectul cuplului motor .
Avioanele FN.305 au fost construite pentru școlile de pilotaj pe toată durata războiului. Pe aerodrom acestea erau cunoscute sub denumirea de „Nardi verde”(FN.305 II) și „Nardi alb”(FN.305 IV). „Nardi verde” fiind cel cu cabina deschisă iar „Nardi alb” fiind cel cu cabină închisă și mai spațioasă, la acesta fiind modificat și carenajul fuzelajului posterior . Avioanele au fost produse în perioada 1938-1948 , o comandă de încă 100 de aparate a fost anulată la terminarea războiului.Singurul aparat înmatriculat civil din seria FN.305 construită în România este cel înmatriculat YR-MIH și care a aparținut lui Alexandru Frim .

## Variante
FN.305
Prototip
FN.305A
Varianta de serie cu două posturi de pilotaj.
FN.305B
Variantă cu un singur loc și cabina deschisă.
FN.305C
Variantă cu un singur loc și cabina închisă.
FN.305D
Variantă de raid având un motor Walter Bora de 200 CP (148kW) ,două exemplare construite unul mono-post și unul biloc .

### FN.305D
În afara versiunilor militare au fost produse mai multe versiuni FN.305D pentru zboruri de raid , de distanță sau viteză . Avioanele erau echipate cu rezervoare de combustibil mai mari , cabine de pilotaj modificate și diverse tipuri de motoare .
În 5-6 mai 1939 avionul FN.305D înmatriculat I-UEBI echipat cu un motor Walter Bora si pilotat de Giovanni Zappetta și Leonardo Bonzi era modificat special pentru record . Astfel avionul acoperea distanța de 2400 KM Roma-Addis Abeba într-un zbor de 18h și 49 min , câștigând premiile oferite de ziarele Il Popolo d'Italia si La Stampa cu o viteză medie de 240 km/h.
Un alt FN.305D a fost cel înmatriculat YR-POP . Acesta era echipat cu un motor Walter Bora , monoloc , fiind produs în anul 1938 pentru Cpt.Alexandru Popisteanu . Acesta intenționa să efectueze un zbor transatlantic cu acest aparat . Tot pentru Cpt.Alexandru Popisteanu au mai fost comandate alte două aparate FN.305D la SET București acestea primind înmatriculările YR-MAH și respectiv YR-MAY . Totuși aceste aparate nu figurează în evidentele Registrului Aeronautic Român . Aceste avioane comandate la SET erau echipate cu motoare Argus As 10E3 și aveau elice metalică cu pas variabil si rezervor de combustibil de 625 l .

Avionul Nardi FN.305.

## CaracteristiciI.A.R.SETNardi FN 305)

### Caracteristici generale
Echipaj: 2 piloți
Caracteristici tehnice:
- Lungime: 6.98 m
- Anvergură: 8.47 m
- Înălțime: 2.10 m
- Suprafață portantă: 12 m2
- Masă (gol): 704 kg
- Masă (gata de zbor): 984 kg
- Motor: 1 × Argus As 10C 240 CP (176 kW)
- 1 × I.A.R.-6GI 200 CP (148 kW)

### Performanțe
- Viteză maximă: 300 km/h
- Viteză de croazieră: 254 km/h
- Viteză minimă: 180 km/h
- Rază de acțiune: 620 km
- Plafon de zbor: 6000 m

## Utilizatori
Italia 
- Regia Aeronautica

 Regatul României
- Aeronautica Regală Romană

 Hungary
- Magyar Királyi Honvéd Légierő

- Armée de l'Air